# Chicapa de Castro
Chicapa de Castro es una población del estado mexicano de Oaxaca, localizada en el municipio de Juchitán de Zaragoza y en el istmo de Tehuantepec. Tiene el carácter de agencia municipal de Juchitán de Zaragoza.

## Historia
El origen preciso de la población que es hoy Chicapa de Castro se desconoce, así como el origen de su nombre, existiendo varias versiones acerca de su etimología; el apelativo de Castro se refiere al gobernador oaxaqueño Miguel Castro.
La referencia más antiqua a la población es del año de 1859 en que se refiere a un vecino que siendo natural de Juchitán de Zaragoza, se encontraba establecido en un punto denominado como Chicapa. Hacia finales del siglo XIX Chicapa de Castro tenía el carácter de cabecera del municipio del mismo nombre, sin embargo hacia 1920 perdió este carácter y fue integrada al municipio de Unión Hidalgo como agencia municipal, sin embargo los habitantes no estuvieron de acuerdo y por decreto del 5 de abril de 1945 fue incorporada al municipio de Juchitán de Zaragoza.

## Localización y demografía
Chicapa de Castro se encuentra localizada en las coordenadas geográficas 16°26′10″N 94°49′20″O / 16.43611, -94.82222 y a una altitud de 6 metros sobre el nivel del mar. Se encuentra a unos 25 kilómetros al este de la ciudad de Juchitán de Zaragoza y a unos cuatro kilómetros al sur de la población de Unión Hidalgo. Con esta última población la une una carretera pavimentada que es su única vía de comunicación.
De acuerdo al Censo de Población y Vivienda de 2010 realizado por el Instituto Nacional de Estadística y Geografía, la población total de Chicapa de Castro es de 11438 habitantes, de los que 5653 son hombres y 5785 son mujeres.